# Dorfkirche Borgisdorf

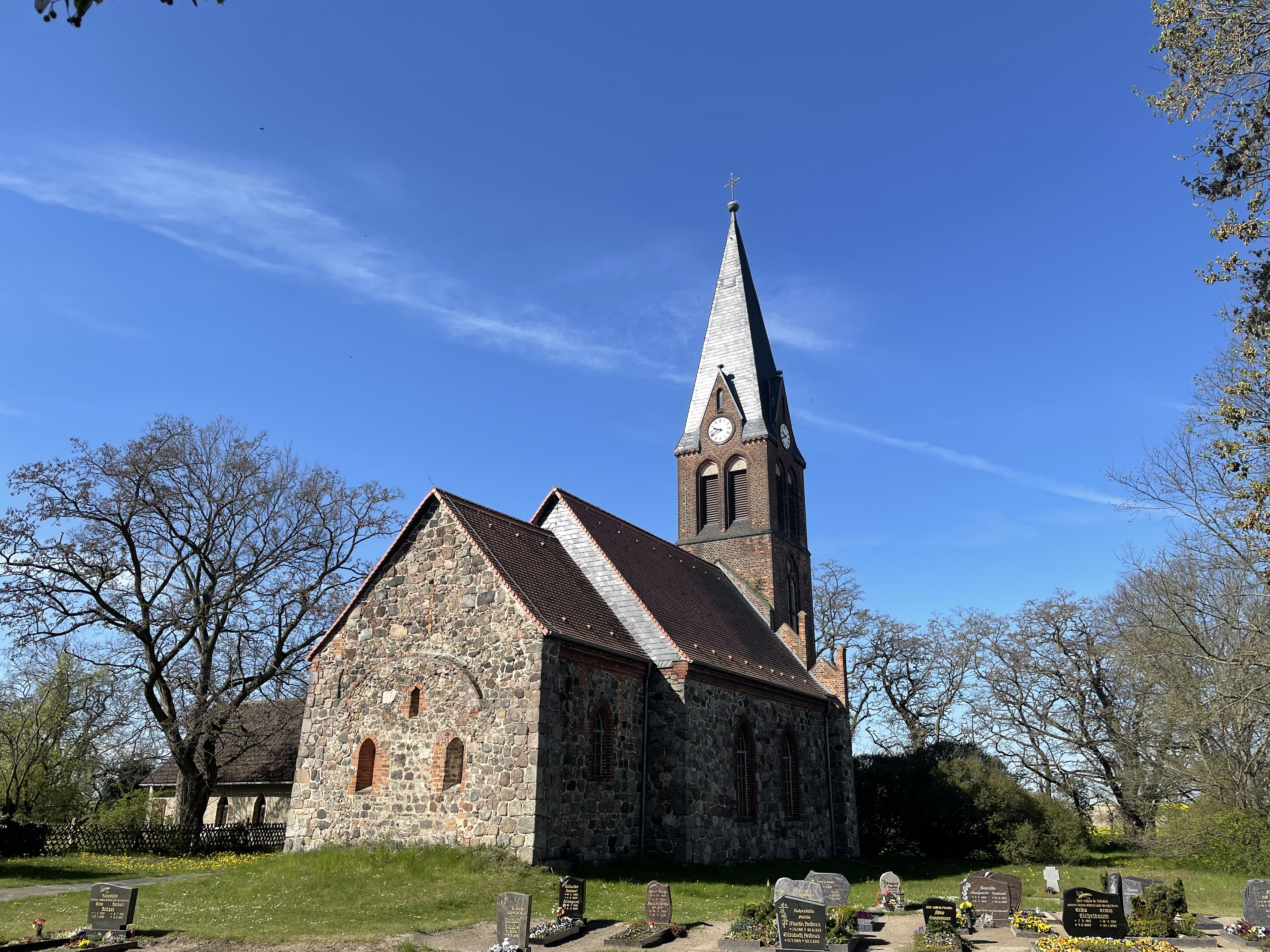
Dorfkirche Borgisdorf

Die evangelische Dorfkirche Borgisdorf ist eine spätromanische Feldsteinkirche aus der zweiten Hälfte des 13. Jahrhunderts in Borgisdorf, einem Ortsteil der Gemeinde Niederer Fläming im Landkreis Teltow-Fläming im Land Brandenburg. Die Kirchengemeinde gehört zum Kirchenkreis Zossen-Fläming der Evangelischen Kirche Berlin-Brandenburg-schlesische Oberlausitz.

## Lage
Die Dorfstraße führt ellipsenförmig um den historischen Dorfanger, der sich in Nord-Süd-Richtung erstreckt. Die Kirche steht westlich des Angers auf einem Grundstück mit einem Kirchfriedhof, der mit einer Mauer aus unbehauenen und nicht lagig geschichteten Feldsteinen eingefriedet ist.

## Geschichte
Borgisdorf wurde 1283 erstmals als Kirchdorf urkundlich erwähnt. Die Kirchengemeinde gibt in einem Flyer an, dass das Bauwerk „bald nach der Einwanderung der Flamen (1150–1160)“ entstanden sei. Die Gläubigen wurden von vor 1283/1295 bis in die Mitte des 16. Jahrhunderts vom Bistum Brandenburg seelsorgerisch betreut, das Kirchenpatronat lag in dieser Zeit beim Erzbischof und gelangte 1283/1295 bis 1553 zum Kloster Zinna. Borgisdorf war 1283/1295 Mutterkirche, ebenso um 1450, um 1500, 1562, 1817, 1900 und 1950. Zu ihr gehörte bis zum wüst werden auch die Feldmark Schmidsdorf als Tochterkirche. Das Archidiakonat lag zunächst in Jüterbog, später beim Dompropst zu Brandenburg. Das Brandenburgische Landesamt für Denkmalpflege und Archäologische Landesmuseum (BLDAM) geht hingegen davon aus, dass das Bauwerk in der zweiten Hälfte des 13. Jahrhunderts entstand. Es besaß zu dieser Zeit noch eine Apsis, die nach dem Dreißigjährigen Krieg abgebrochen wurde. Nach der Reformation übernahm 1553 der Landesherr das Kirchenpatronat bzw. der Fiskus. Aus dem Jahr 1562 sind zwei Pfarrhufen überliefert. Der Pfarrer erhielt außerdem die 30. Mandel sowie 1⁄3 des Fleischzehnt, während die Kirche eine Hufe und ein Morgen Acker besaß, der jedes dritte Jahr besät wurde. Sie erhielt von zwei Höfen des Fleischzehnten. Der Küster bekam eine Wispel ein Scheffel Roggen von der Gemeinde, aus jedem Haus jährlich ein Brot und zwei Eier von jedem Hauswirt. Von 1638 bis 1663 lag das Konsistorium in Dresden, wechselte im genannten Jahr bis 1746 nach Querfurt und lag bis 1816 in Wittenberg. In der Mitte des 19. Jahrhunderts wurde ein Teil der mittlerweile schadhaften Kirchenausstattung restauriert. Durch eine geänderte Anordnung des Gestühls entstand ein Mittelgang; einige Kirchenfenster wurden vergrößert. 1860 erhielt das Schiff einen neuen Fußboden. 1896 und 1897 entstand der 33 m hohe Kirchturm und ersetzte damit ein Glockenhäuschen, das sich östlich der Kirche auf dem Friedhof befand. Mit diesem neuen Zugang konnten die bisherigen Portale auf der Südseite vermauert werden; hinzu kam ein drittes, größeres Fenster. Anschließend wurden die Strebepfeiler an den Ecken des Bauwerks entfernt. In den Jahren 1965 bis 1976 wurde die südliche Seitenempore entfernt und die westliche Empore um rund 80 cm zurückgebaut. Damit fiel mehr Licht in das Kirchenschiff. 1992 erhielt das Dach des Schiffs eine neue Eindeckung; ein Jahr später der Turm. 1996 fanden archäologische Grabungen im Schiff statt. Anschließend wurde der Boden trockengelegt und die Seitenwände teilweise neu verputzt.

## Baubeschreibung

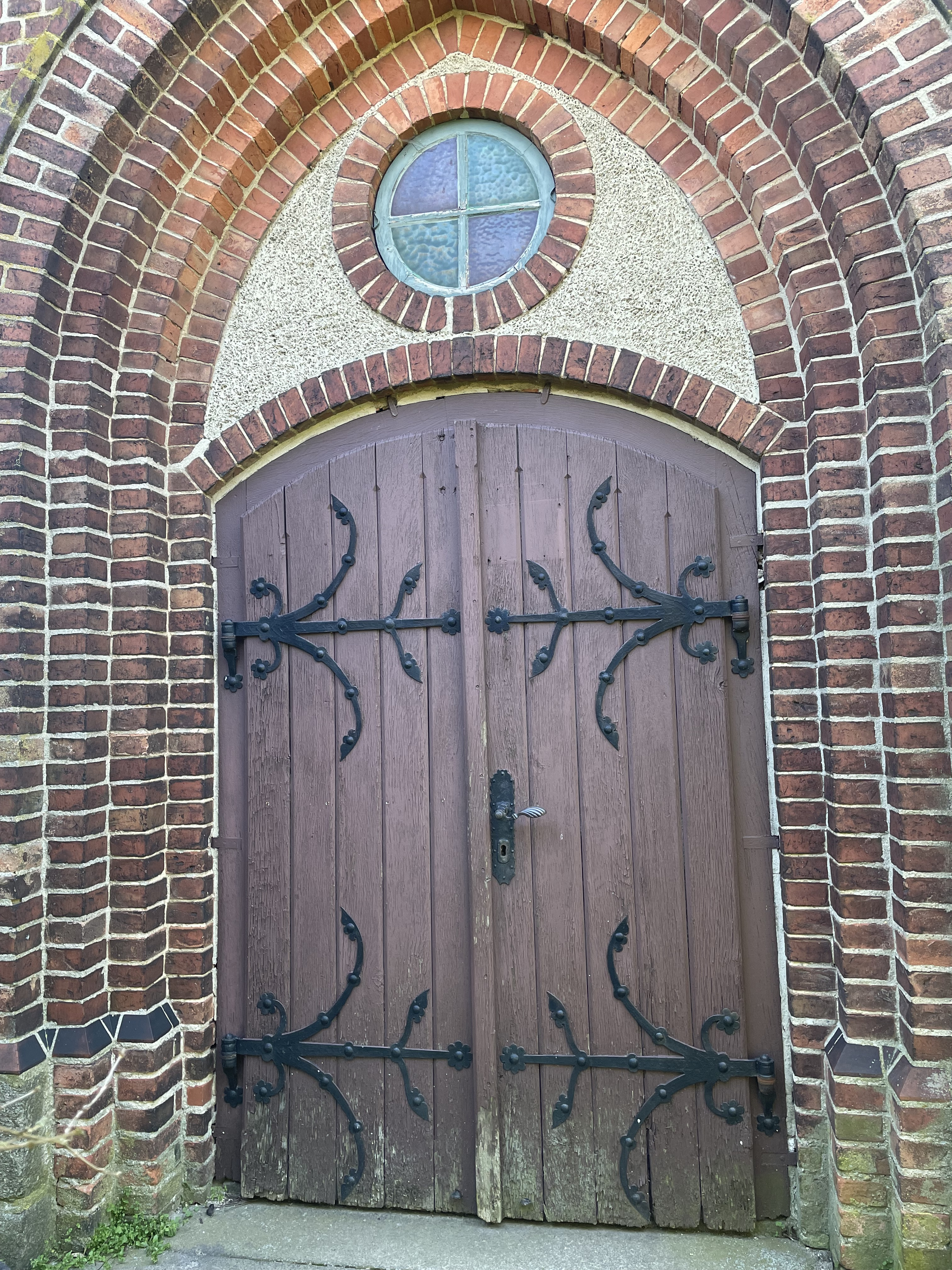
Westportal

Das Bauwerk entstand im Wesentlichen aus Feldstein, die unbehauen und nicht lagig geschichtet wurden. Der Chor hat einen rechteckigen Grundriss und ist gegenüber dem Schiff leicht eingezogen. An der Ostwand sind die Reste der abgebrochenen Apsis erkennbar. Die Öffnung wurde vermauert und zwei kleine, rundbogenförmige Fenster entstanden; darüber mittig ein drittes Fenster. Der Giebel ist fensterlos. An der Nord- und Südseite des Chors ist jeweils ein großes, spitzbogenförmiges Fenster. An der Nordseite ist anhand der vorhandenen Backsteinlaibung erkennbar, dass die Öffnung ursprünglich deutlich größer war. An der Südseite ist eine zugesetzte Priesterpforte erkennbar.
Das Kirchenschiff hat ebenfalls einen rechteckigen Grundriss. An der Nordseite sind zwei, an der Südseite drei große und spitzbogenförmige Fenster; an der Südseite zugesetzte Pforten, die bis zum Bau des Turms als Zugang dienten. Die Westwand ist mit Fialen verziert.
Der neugotische Westturm hat einen quadratischen Grundriss und ist gegenüber dem Schiff stark eingezogen. Er kann durch ein reichlich verziertes und vierfach getrepptes Portal mit einem darüberliegenden Ochsenauge von Westen her betreten werden. An der Südseite ist ein Anbauten, der bis in die Höhe der Dachtraufe des Schiffs reicht. Er kann durch eine weitere, hölzerne und spitzbogenförmige Pforte betreten werden; darüber sind drei schmale Fenster. Im mittleren Geschoss sind an den drei zugänglichen Seiten je eine spitzbogenförmige Öffnung, in die Blenden eingearbeitet sind. Darüber erhebt sich das Glockengeschoss mit je zwei gekuppelten, rundbogenförmigen Klangarkaden an jeder Seite. Darüber ist an jeder Seite eine Turmuhr, die in den Spitzhelm übergeht. Dieser schließt mit Turmkugel und Kreuz ab.

## Ausstattung

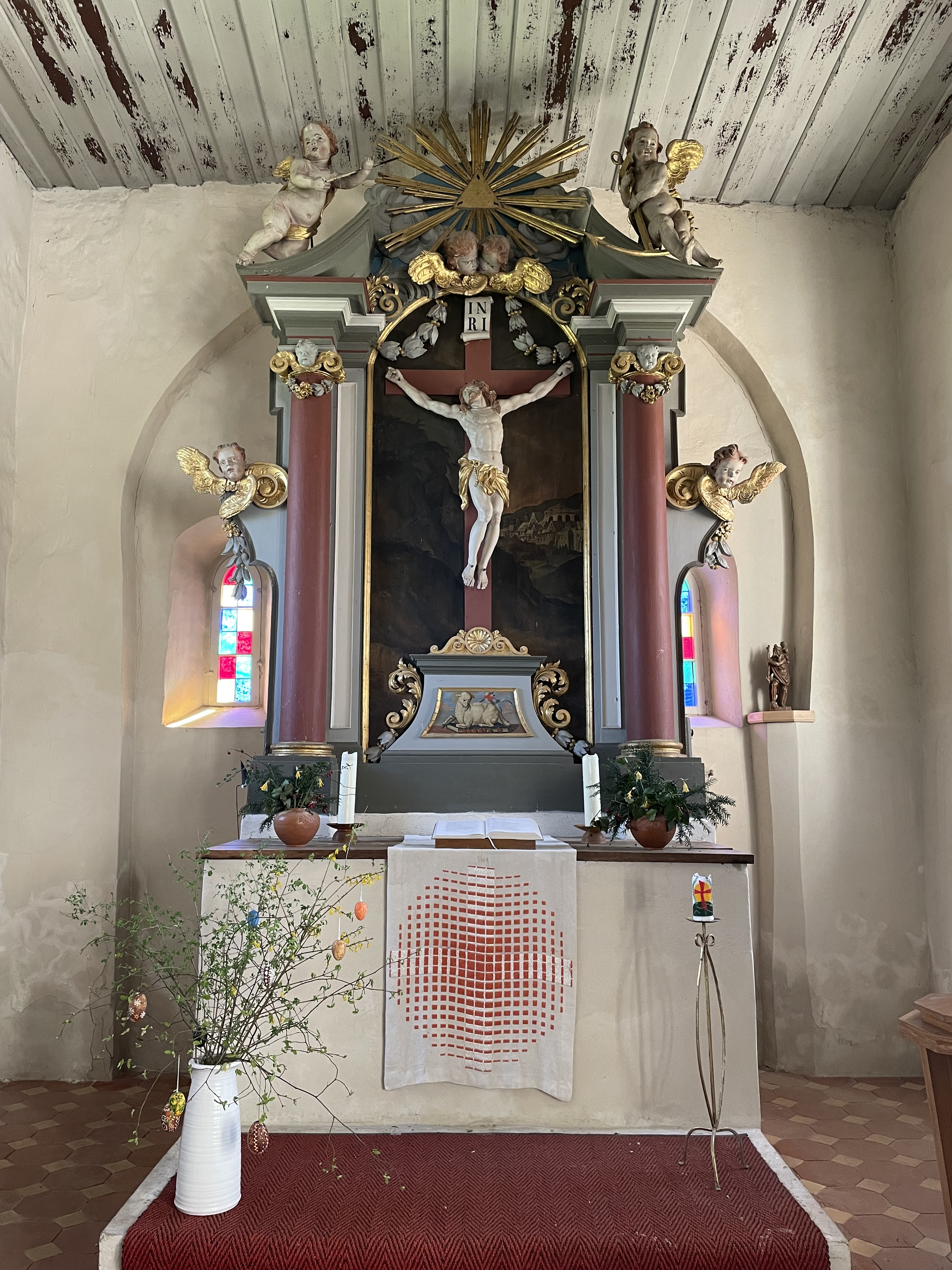
Altar

Das Altarretabel entstand im Jahr 1717 und könnte vom Bildhauer Schütze geschaffen worden sein, der auch den Altar in der Mönchenkirche in Jüterbog schuf. Es besteht aus einem Kruzifix vor einer gemalten Felslandschaft, die Jerusalem zeigt. Seitlich sind, durch zwei Säulen voneinander getrennt, zwei Putten angebracht. Oberhalb knien zwei weitere Engel und umrahmen eine Strahlenglorie. Die hölzerne Kanzel entstand im Jahr 1702. Sie steht auf einem schlichten Fuß und ist mit mehreren gedrehten Säulen verziert, die schlichte Kassettenfelder umrahmen. Zur weiteren Kirchenausstattung gehören Kron- und Altarleuchter aus dem Jahr 1896.
Auf der westlichen Empore steht eine Orgel mit fünf Registern auf einem Manual, die Alexander Schuke im Jahr 1897 baute. Im gleichen Jahr baute die Firma Rochlitz aus Berlin die Turmuhren ein. In der Turmhalle erinnert ein Epitaph an der Nordseite an die Gefallenen aus dem Ersten Weltkrieg; an der Südseite werden die seit 1598 bekannten Pfarrer der Gemeinde aufgelistet.
Im Turm hängen zwei Glocken. Die ältere wurde im Jahr 1581 gegossen und trägt die Aufschrift O REX GLORIAE VENI CUM PACE (Oh König der Ehren, komme mit Frieden!). Sie hat einen Durchmesser von 86 cm und ein Gewicht von rund 450 kg. Eine kleinere wurde 1971 in der Glockengießerei in Apolda hergestellt und trägt die Aufschrift SOLI DEO GLORIA (Gott allein [sei] die Ehre). Südlich des Kirchenschiffs erinnert ein Denkmal an die Gefallenen aus dem Zweiten Weltkrieg. Das aus Granitsteinen errichtete, quaderförmige Denkmal trägt die Namen der Gefallenen sowie darunter die Inschrift: „Den Opfern zum / ewigen Gedenken“.